# Firmiana simplex

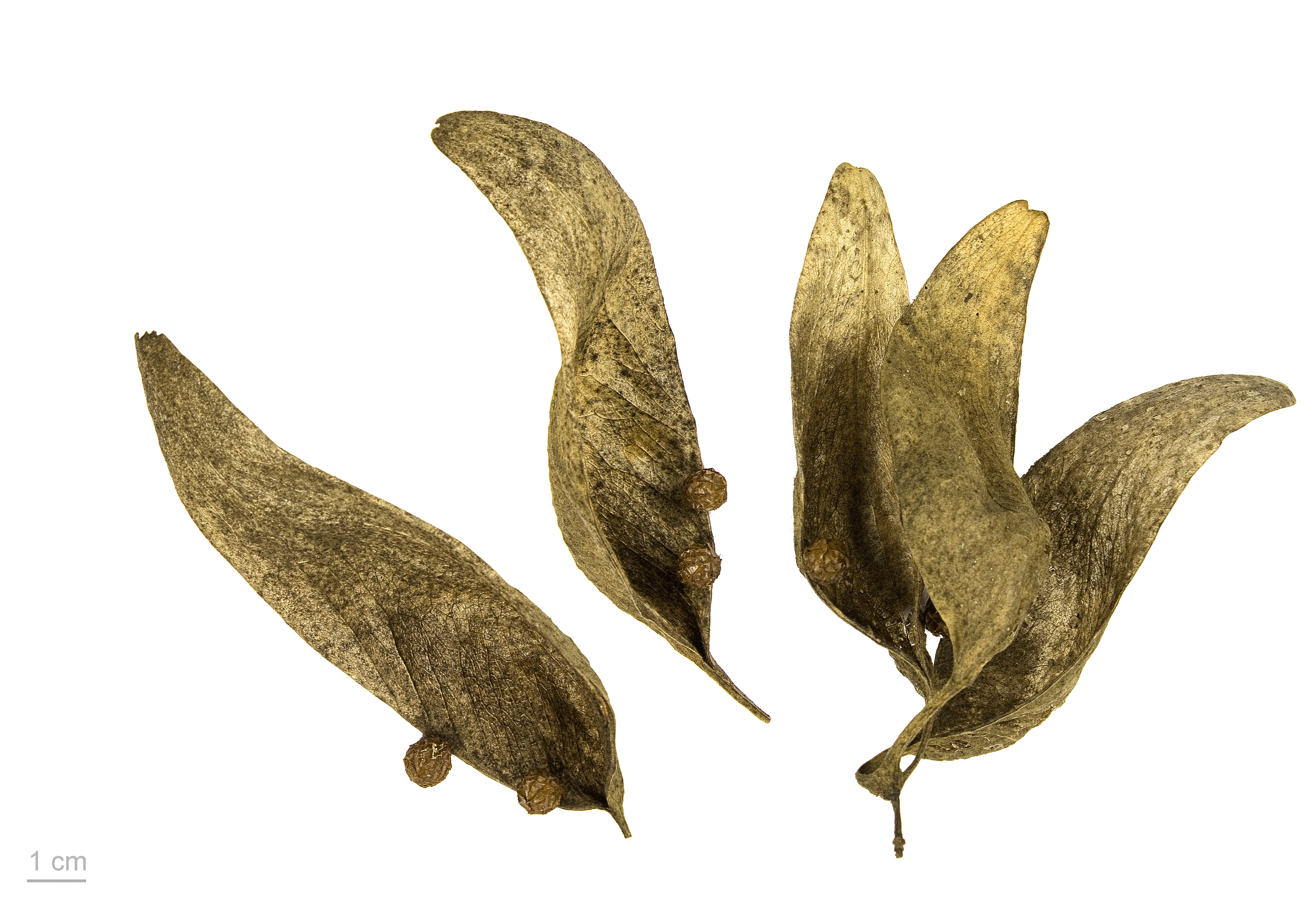
Firmiana simplex

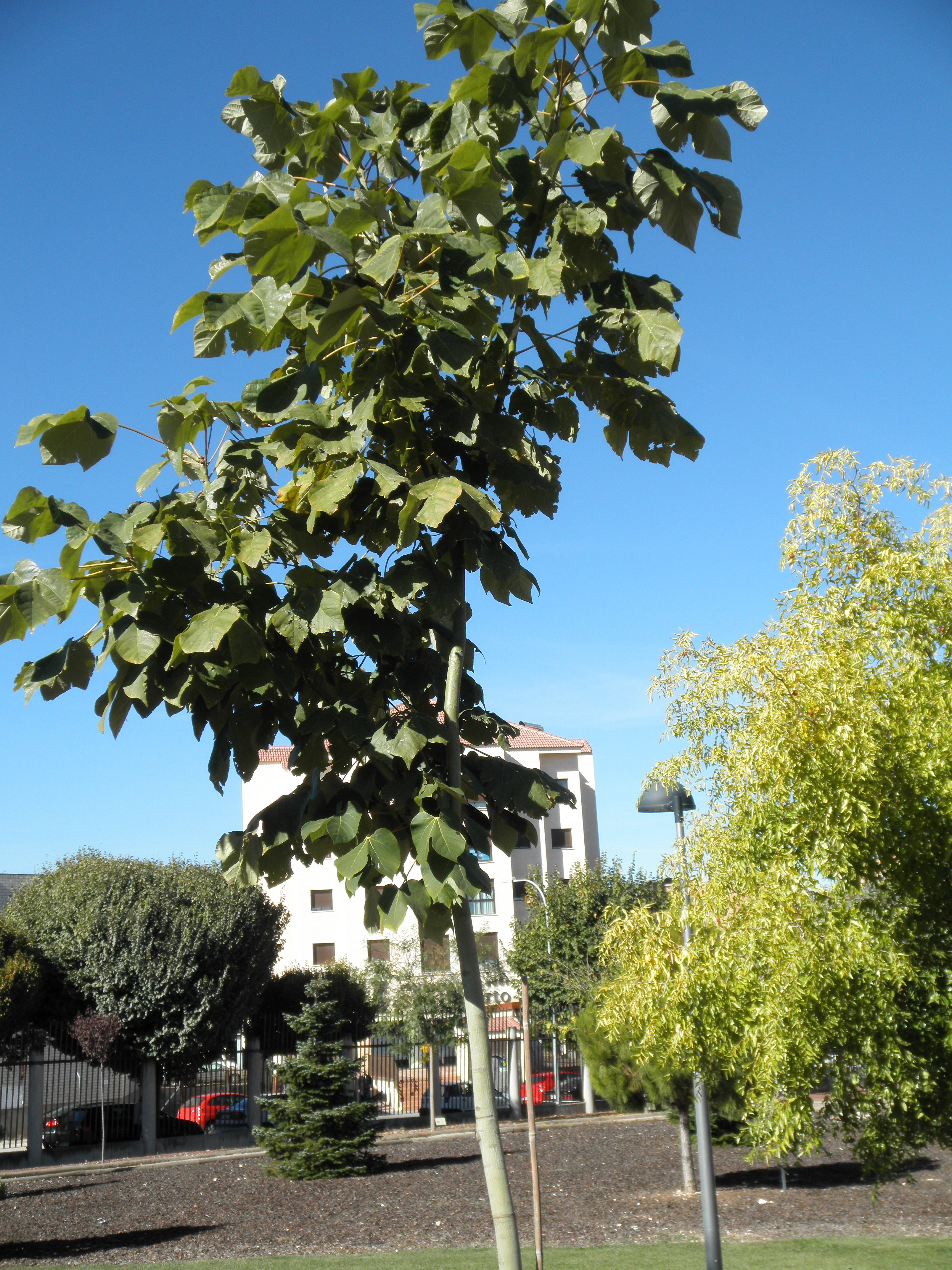
Vista del árbol

El parasol chino (Firmiana simplex) conocido en China como wutong (en chino, 梧桐; pinyin, wútóng) es un árbol ornamental de la familia Malvaceae, del orden Malvales, nativo de Asia, desde Vietnam hasta Japón. Es un árbol de hoja caduca que alcanza unos 15 metros de alto con la corteza verde lisa, grandes hojas como las del arce y ramilletes de florecillas amarillo verdoso en primavera.

## Descripción
Es un árbol de tamaño mediano, con corteza lisa. Hojas con más de 10 cm de largo con pecíolo glabro; lámina orbicular, de 10-25 cm de largo y ancho, cordada, por lo general 3-5 palmatilobada; lóbulos ovados, acuminados, glabrescentes arriba, un poco aterciopelados debajo. Presenta inflorescencia en una panícula grande, terminal. Flores de color amarillo, que aparecen después de las hojas, pubescentes; pedicelo de 2-4 mm de largo, articulado. Sépalos casi libres en la base, lineal oblonga, de 10-12 mm de largo y 2 mm de ancho, completamente reflexos. Columna estaminal de 1 cm de largo, con 10 anteras sésiles. Tiene de 4 a 5 folículos, cada uno de 10 cm de largo y cerca de 3 cm de ancho, elíptico-ovados. Las semillas se adhieren a los márgenes, glabras, suaves, de 4-6 mm de diámetro.

## Propiedades
En China se usan las semillas en la medicina tradicional como antiinflamatorio, expectorante y refrescante, sobre todo para aftas bucales y faringitis atróficas.

## Taxonomía
Firmiana simplex fue descrita por  (L.)  W.Wight y publicado en U.S. Department of Agriculture Bureau of Plant Industry Bulletin 142: 67. 1909.
Sinonimia
- Hibiscus collinus Roxb.
- Hibiscus simplex L.
- Sterculia platanifolia L.f.
- Caucanthus platanifolia (L.) Raf.
- Clompanus pyriformis Kuntze
- Clompanus simplex (L.) Kuntze
- Culhamia hadiensis J.F.Gmel.
- Culhamia platanifolia Steud.
- Culhamia simplex (L.) Nakai
- Culhamia triloba Raf.
- Firmiana chinensis Medik. ex Steud.
- Firmiana platanifolia (L.f.) Marsili
- Firmiana platanifolia var. tomentosa (Thunb.) Sa.Kurata
- Sterculia simplex (L.) Druce[3]